# Anders Wall
Karl Anders Wall, tidigare Andersson, född 10 mars 1931 i Giresta by, Uppland, är en svensk finansman, entreprenör och mecenat. Han har donerat omfattande summor till forskning, bland annat läkemedel, ekonomi och ekologi, gen- och neurovetenskap, AI och entreprenörskap. Åren 1981–1983 var han styrelseordförande för Volvo. Han är far till finansmannen Johan Wall.

## Biografi
Anders Andersson föddes i en lantbrukarfamilj och visade tidigt intresse för affärer genom att under krigsåren sälja slaktade kaniner från gården på Fyristorg i Uppsala. Senare återtog han släktens soldatnamn Wall. Han kom senare under uppväxten i kontakt med industrifamiljen Beijer. Anders Wall tog studenten från Katedralskolan i Uppsala 1952, reservofficerexamen 1955, bedrev studier vid Handelshögskolan i Stockholm 1954–58 och gjorde därefter utlandspraktik i Tyskland, Mexiko och USA. 

### Beijerinvest
Wall hoppade av studierna på Handelshögskolan i Stockholm 1958 för att göra karriär i G & L Beijer import & export AB, där han först tjänstgjorde på företagets dotterbolag i Hamburg, New York, Göteborg och blev sen direktörsassistent 1962, vice VD 1964, VD och koncernchef där samt i Kol & koks AB 1964–81. Företaget gick dåligt och Wall fick som ung VD sälja av stora delar av tillgångarna för att lösa utestående lån. Samtidigt såg han till att köpa på sig en större aktiepost i företaget. Kol & koks bytte namn till Beijerinvest. 
Wall gjorde sig ett namn i finansvärlden under 1970-talet, där han genom ett flertal större affärer byggde upp ett av Sveriges större börsföretag. Han fick också köpa Beijerfamiljens kontrollpost i koncernen, som kom att bestå av en lång rad välrenommerade företag i olika branscher; byggmaterial, oljehandel, livsmedel med mera. Walls specialitet var att finna undervärderade företag med tillgångar som kunde realiseras till betydligt högre värden.

### Volvo
1981 slogs Beijerinvest samman med Volvo och Wall var under några år styrelseordförande i Sveriges största företag. Samtidigt fortsatte han att sälja och köpa företag vid sidan av. De skillnader i företagskultur som fanns mellan Beijerinvest och Volvo ledde med tiden till konflikter mellan Wall och Volvos VD Pehr G. Gyllenhammar. 1983 övertog Gyllenhammar rollen som ordförande och Wall degraderades till vice ordförande innan han lämnade Volvo 1984 och återgick till sina egna investmentbolag.

### Beijer Alma
I samband med börsnedgångarna och finanskriserna 1987–1992 förlorade Wall på grund av hög belåning stora delar av sin förmögenhet. Trots detta köpte han Sparbankens ägarandel i Alma Invest och utsågs 1993 till styrelseordförande. Bolaget bytte sedan namn till Beijer Alma, en industrigrupp med fjädertillverkaren Lesjöfors fjädrar som största dotterbolag.
Han är dessutom styrelseordförande i Beijerinvest AB, Kjell och Märta Beijers stiftelse, Svenskt Tenn, Anders Walls Stiftelser och ett tiotal övriga bolag.

## Familj
Anders Wall är son till lantbrukaren Algot Andersson och Elin Andersson, född Frycklund. Han var gift första gången 1958–1980 med direktören Ann Wall (född 1933), dotter till kamrer Einar Regnér och Margareta, född Frick, och andra gången från 1985 med friherrinnan Charlotte Palmstierna (i hennes andra gifte), dotter till generalmajor, friherre Nils-Fredrik Palmstierna och Louise, född Cavalli.
Han är bosatt på Starfors säteri vid Heby i Uppland. Han har bidragit till musiklivet i Giresta kyrka (födelsesocknen) och i Västerlövsta kyrka nära Starfors.
Ett porträtt av Anders Wall har gjorts av konstnären Gun Maria Pettersson (1943–2007).

## Anders Walls Stiftelser
I samband med Anders Walls 50-årsdag 1981 tog framträdande personer i det svenska närings- och kulturlivet initiativ till skapandet av  Anders Walls Stiftelser. Sedan dess har stiftelserna årligen delat ut stipendier inom områdena företagande och entreprenörskap, forskning och utbildning, kultur, internationell utbildning samt landsbygdsutveckling. De flesta stipendierna delas ut vid en särskild ceremoni på Anders Walls födelsedag den 10 mars, där ett stort antal företrädare från näringsliv, kultur och akademi är representerade. Tidigare år har denna ceremoni ägt rum i Kungliga Musikaliska Akademins lokaler. Stipendiernas storlek varierar, men flera uppgår till omkring 100 000 kr.
Det som skiljer Anders Walls Stiftelser från många andra stiftelser är att stipendiaterna, förutom att få ett ekonomiskt bidrag, även blir medlemmar av nätverket Wallumni. Nätverket består av ett par hundra medlemmar, Wallumner, från operasångerskor till forskare och entreprenörer. Wallumnerna träffas regelbundet och har under årens lopp även genomfört studieresor till bl.a. Estland, England, Ryssland, Lettland, Litauen och Finland, då även Anders Wall följer med.

## Utmärkelser och uppdrag
- H.M. Konungens medalj i 12:e storleken med Serafimerordens band
- Riddare av Vasaorden 1974
- Kungliga Vetenskapsakademiens von Höpken-medalj i guld
- Kungliga Patriotiska Sällskapets medalj i guld för bevarande av svenskt kulturarv 2014 för sina insatser för Giresta kyrka[8]
- Kungliga Sällskapet Pro Patrias stora medalj i guld
- Storofficer av Luxemburgska Adolf av Nassaus civil- och militärförtjänstorden
- Kommendör av Luxemburgska Ekkronans orden
- Officer av Luxemburgs förtjänstorden
- Kommendör av Finlands Lejons orden
- Officer av Franska Hederslegionen
- Officer av Republiken Polens förtjänstorden
- Ledamot av Kungl. Ingenjörsvetenskapsakademien (avd. IX Ekonomi) 1982[9]
- Hedersledamot av Kungliga Skogs- och Lantbruksakademien 2008[10]
- Ekonomie hedersdoktor vid Svenska handelshögskolan 2009[11]
- Ledamot av Kungl. Gustaf Adolfs Akademien[12]
- Medicine hedersdoktor vid Karolinska institutet 1988
- Hedersledamot vid Medicinska Föreningen i Stockholm 1987
- Medlem av femte klassen i Stella Suprema Medicorum (ordensmedalj i brons med vitrött band) 1987[13]
- Hedersledamot vid Uplands nation, Uppsala universitet
- Hedersledamot vid Västmanlands-Dala nation, Uppsala universitet
- Hedersmedlem vid Uppsala universitet (Det yttre tecknet på denna värdighet är 1924 års Gustaf Adolfs-medalj i femtonde storleken buren i kedja om halsen)
- Hedersmedlem (Kammarsångare h.c.) i Uppsala Akademiska Kammarkör 1997
- Hedersmedlem i Allmänna Sången i Uppsala (6 november 2009)
- Hedersupplänning (utnämnd av Upsala Nya Tidning) 1991 [14]
- Learning Ladder Prize 2013
- Torgny Segerstedts kulturstipendium 2024
- Agr. dr h.c. SLU (Sveriges lantbruksuniversitet)
- Professors namn av regeringen (2024)[15]
- Asteroiden 138200 Anderswall[16]

Han var värd för radioprogrammet Sommar i Sveriges Radio den 2 augusti 2009 och fick efter det 6 200 brev från lyssnarna.